# Torneo Federal A 2014
El Torneo Federal A 2014, también llamado Torneo de Transición Federal A 2014, fue la primera temporada de dicho certamen, perteneciente a la tercera categoría para los clubes indirectamente afiliados a la AFA, en el esquema de las competiciones oficiales del fútbol argentino. Constituyó la continuidad del desaparecido Torneo Argentino A.
El equipo descendido de la Primera B Nacional fue Talleres (C), que regresó a la categoría tras un año. Los equipos ascendidos desde el Torneo Argentino B fueron Deportivo Madryn, Atlético Paraná y Gimnasia y Esgrima (M). 
Dado su carácter excepcional —de transición o clasificatorio—, tuvo siete ascensos a la B Nacional 2015 y no hubo descensos. También, por tal motivo, se realizó una serie de invitaciones a equipos del Torneo Argentino B con el fin de regionalizar las zonas y hacer la competencia más federal, pasando de veinticuatro clubes a un total de cuarenta.

## Ascensos y descensos
- Equipos salientes

| Zona   | Descendidos del Argentino A 2013/14 |
| ------ | ----------------------------------- |
| Zona A | Rivadavia (L)                       |
| Zona B | Racing (O)                          |
| Zona C | Central Norte (S)                   |

| Posición        | Ascendidos del Argentino A 2013/14 |
| --------------- | ---------------------------------- |
| Campeón         | Ramón Santamarina                  |
| Segundo ascenso | Guaraní Antonio Franco             |

- Equipos entrantes

| Posición | Ascendidos del Argentino B 2013/14 |
| -------- | ---------------------------------- |
| Campeón  | Deportivo Madryn                   |
| Campeón  | Atlético Paraná                    |
| Campeón  | Gimnasia y Esgrima (M)             |

| Promedio | Descendidos de la B Nacional 2013/14 |
| -------- | ------------------------------------ |
| 21.º     | Talleres (C)                         |

## Reestructuración

### Invitaciones
El Consejo Federal decidió invitar a un total de veintiún (21) equipos, de los cuales, diecisiete (17) decidieron aceptar la invitación:
| Provincia                | Equipo                                             | Ciudad              | Estadio                             | Capacidad | Liga de Origen             |
| ------------------------ | -------------------------------------------------- | ------------------- | ----------------------------------- | --------- | -------------------------- |
| Interior de Buenos Aires | Club Atlético Independiente                        | Chivilcoy           | Raúl Orlando Lungarzo               | 2500      | Liga Chivilcoyana          |
| Catamarca                | Club Atlético San Lorenzo de Alem                  | Catamarca           | Bicentenario Ciudad de Catamarca    | 36 000    | Liga Catamarqueña          |
| Catamarca                | Club Unión Aconquija                               | Aconquija           | Municipal de Aconquija              | 3000      | Liga Andalgalense          |
| Chaco                    | Club Atlético Sarmiento                            | Resistencia         | Centenario                          | 25 000    | Liga Chaqueña              |
| Corrientes               | Club Social y Deportivo Textil Mandiyú             | Corrientes          | José Antonio Romero Feris           | 16 000    | Liga Correntina            |
| Formosa                  | Club Sol de América                                | Formosa             | Antonio Romero                      | 23 000    | Liga Formoseña             |
| Formosa                  | Club Sportivo Patria                               | Formosa             | Antonio Romero                      | 23 000    | Liga Formoseña             |
| Jujuy                    | Asociación Cultural y Deportiva Altos Hornos Zapla | Palpalá             | Emilio Fabrizzi                     | 20 000    | Liga Jujeña                |
| La Pampa                 | Club Ferro Carril Oeste                            | General Pico        | El Coloso del Barrio Talleres       | 11 000    | Liga Pampeana              |
| La Pampa                 | Club General Belgrano                              | Santa Rosa          | Nuevo Rancho Grande                 | 12 000    | Liga Cultural              |
| La Rioja                 | Andino Sport Club                                  | La Rioja            | Carlos Mercado Luna                 | 15 000    | Liga Riojana               |
| La Rioja                 | Club Atlético Américo Tesorieri                    | La Rioja            | Carlos Mercado Luna                 | 15 000    | Liga Riojana               |
| Neuquén                  | Club Atlético Independiente                        | Neuquén             | José Rosas y Perito Moreno          | 9000      | Liga de Fútbol del Neuquén |
| Neuquén                  | Club Social y Deportivo Alianza                    | Cutral Có           | Coloso de Ruca Quimey               | 16 500    | Liga de Fútbol del Neuquén |
| Río Negro                | Club Social y Deportivo General Roca               | General Roca        | Luis Maiolino                       | 10 000    | Liga Deportiva Confluencia |
| San Juan                 | Club Atlético Unión                                | Villa Krause        | 12 de Octubre                       | 5000      | Liga Sanjuanina            |
| Santiago del Estero      | Club Atlético Mitre                                | Santiago del Estero | Doctores José y Antonio Castiglione | 16 500    | Liga Santiagueña           |

## Formato
La forma de disputa del torneo fue la siguiente:
Primera fase
Se llevó a cabo con los equipos distribuidos en cinco zonas, por acumulación de puntos, en las que jugaron todos contra todos en dos ruedas de ida y vuelta. El primero de cada una de ellas ascendió a la B Nacional 2015 .
A su vez, clasificaron a la segunda fase el segundo, el tercero y el cuarto de cada zona, y el mejor quinto.
Segunda fase
Estuvo integrada por los dieciséis clubes clasificados en la primera fase. Se desarrolló por el sistema de eliminación directa a doble partido, uno en cada sede.
El ordenamiento de los clubes para determinar los enfrentamientos se hará de la siguiente manera:
- A los cinco equipos ubicados en segundo lugar se los ordenará de la posición 1.ª a la posición 5.ª de acuerdo con los puntos obtenidos en la primera fase.
- A los cinco equipos ubicados en tercer lugar se los ordenará de la posición 6.ª a la posición 10.ª de acuerdo con los puntos obtenidos en la primera fase.
- A los cinco equipos ubicados en cuarto lugar se los ordenará de la posición 11.ª a la posición 15.ª de acuerdo con los puntos obtenidos en la primera fase.
- Al equipo que se halla ubicado como mejor quinto se le asignará la posición 16.ª.

Los enfrentamientos fueron de la siguiente manera: 1.º vs. 16.º; 2.º vs. 15.º; 3.º vs. 14.º; 4.º vs. 13.º; 5.º vs. 12.º; 6.º vs. 11.º; 7.º vs. 10.º y 8.º vs. 9.º
Actuaron de local en el primer partido los que ocupen las posiciones: 9.ª, 10.ª, 11, 12.ª, 13.ª, 14.ª, 15.ª y 16.ª. Los ocho clubes ganadores clasificaron a la tercera fase.
Tercera fase
Estuvo integrada por los clubes clasificados en la segunda fase. Se desarrolló por el sistema de eliminación directa a doble partido, uno en cada sede. Los clubes mantuvieron el mismo ordenamiento de la segunda fase.
Los enfrentamientos fueron de la siguiente manera: 1.º vs. 8.º; 2.º vs. 7.º; 3.º vs. 6.º; 4.º vs. 5.º
Actuaron de local en el primer partido las posiciones: 5.ª, 6.ª, 7.ª y 8.ª. Los cuatro ganadores clasificaron a la cuarta fase.
Cuarta fase
Estuvo integrada por los cuatro clubes clasificados en la tercera fase. Se desarrolló por el sistema de eliminación directa a doble partido, uno en cada sede. Los clubes mantuvieron el mismo ordenamiento de la segunda fase.
Los enfrentamientos fueron de la siguiente manera: 1.º vs. 4.º; 2.º vs. 3.º
Actuaron de local en el primer partido las posiciones: 3.ª y 4.ª. Los dos clubes ganadores ascendieron a la B Nacional 2015.

### Criterios de desempate
El reglamento del torneo establece los siguientes criterios de desempate:
- Primera fase
  - Primeros puestos: se jugaron partidos de desempate según lo establecido en el art. 111.º del Reglamento General de la AFA.
  - Resto de las posiciones: se consideraron exclusivamente los partidos disputados entre aquellos que hubieran empatado la posición. Esta se definió a favor del que hubiera obtenido mayor cantidad de puntos en esos enfrentamientos o, en caso de empate, se estableció el orden considerando, sucesivamente, diferencia de goles, goles a favor y goles a favor como visitante. Si las posiciones, cuando se trate de tres o más equipos, se definieran de manera parcial se aplicará lo mismo entre los que sigan empatados. Si aun así no se consiguiera una definición se apeló a la tabla general de la zona, con igual proceso, el que se repetirá cuantas veces sea necesario. De persistir la igualdad, se realizará un sorteo en la sede del Consejo Federal.
  - Mejor quinto puesto general: se recurrió a los mismos parámetros, mayor cantidad de puntos, diferencia de goles, goles a favor, goles de visitante.
- Segunda, tercera y cuarta fase: mayor cantidad de puntos obtenidos en la serie, mayor diferencia de gol, ejecución de tiros desde el punto penal al finalizar el segundo partido, sin aplicación de la regla del gol de visitante.

### Descenso
No hubo descensos en este torneo.

## Equipos participantes
| Zona                                               | Equipo                 | Ciudad              | Provincia                                      | Estadio       | Capacidad                      | Liga de Origen |
| -------------------------------------------------- | ---------------------- | ------------------- | ---------------------------------------------- | ------------- | ------------------------------ | -------------- |
| Zona 1                                             |                        |                     |                                                |               |                                |                |
| Club Atlético Independiente                        | Neuquén                | Neuquén             | José Rosas y Perito Moreno                     | 9000          | Liga del Neuquén               |                |
| Club Cipolletti                                    | Cipolletti             | Río Negro           | La Visera de Cemento                           | 12 000        | Liga Deportiva Confluencia     |                |
| Club General Belgrano                              | Santa Rosa             | La Pampa            | Nuevo Rancho Grande                            | 12 000        | Liga Cultural                  |                |
| Club Social y Atlético Guillermo Brown             | Puerto Madryn          | Chubut              | Raúl Conti                                     | 15 000        | Liga Valle del Chubut          |                |
| Club Social y Deportivo Alianza                    | Cutral Có              | Neuquén             | Coloso de Ruca Quimey                          | 16 500        | Liga del Neuquén               |                |
| Club Social y Deportivo General Roca               | General Roca           | Río Negro           | Luis Maiolino                                  | 10 000        | Liga Deportiva Confluencia     |                |
| Club Social y Deportivo Madryn                     | Puerto Madryn          | Chubut              | Coliseo del Golfo                              | 6000          | Liga Valle del Chubut          |                |
| Comisión de Actividades Infantiles                 | Comodoro Rivadavia     | Chubut              | Municipal de Comodoro Rivadavia                | 12 300        | Liga de Comodoro Rivadavia     |                |
| Zona 2                                             |                        |                     |                                                |               |                                |                |
| Andino Sport Club                                  | La Rioja               | La Rioja            | Carlos Mercado Luna                            | 15 000        | Liga Riojana                   |                |
| Club Atlético Américo Tesorieri                    | La Rioja               | La Rioja            | Carlos Mercado Luna                            | 15 000        | Liga Riojana                   |                |
| Club Atlético Gimnasia y Esgrima                   | Mendoza                | Mendoza             | Víctor Antonio Legrotaglie                     | 11 500        | Liga Mendocina                 |                |
| Club Atlético Juventud Unida Universitario         | San Luis               | San Luis            | Juan Gilberto Funes Mario Sebastián Diez       | 15 000 7000   | Liga Sanluiseña                |                |
| Club Atlético San Lorenzo de Alem                  | Catamarca              | Catamarca           | Bicentenario Ciudad de Catamarca               | 36 000        | Liga Catamarqueña              |                |
| Club Atlético Unión                                | Villa Krause           | San Juan            | 12 de Octubre San Juan del Bicentenario        | 5000 25 286   | Liga Sanjuanina                |                |
| Club Deportivo Maipú                               | Maipú                  | Mendoza             | Omar Higinio Sperdutti                         | 8000          | Liga Mendocina                 |                |
| Club Sportivo Estudiantes                          | San Luis               | San Luis            | Héctor Odicino - Pedro Benoza                  | 12 000        | Liga Sanluiseña                |                |
| Zona 3                                             |                        |                     |                                                |               |                                |                |
| Asociación Cultural y Deportiva Altos Hornos Zapla | Palpalá                | Jujuy               | Emilio Fabrizzi                                | 20 000        | Liga Jujeña                    |                |
| Centro Juventud Antoniana                          | Salta                  | Salta               | Fray Honorato Pistoia Padre Ernesto Martearena | 11 000 20 408 | Liga Salteña                   |                |
| Club Atlético Mitre                                | Santiago del Estero    | Santiago del Estero | Doctores José y Antonio Castiglione            | 16 500        | Liga Santiagueña               |                |
| Club Atlético Central Córdoba                      | Santiago del Estero    | Santiago del Estero | Alfredo Terrera                                | 16 000        | Liga Santiagueña               |                |
| Club Atlético San Martín                           | San Miguel de Tucumán  | Tucumán             | La Ciudadela                                   | 25 000        | Liga Tucumana                  |                |
| Club Gimnasia y Tiro                               | Salta                  | Salta               | El Gigante del Norte                           | 24 300        | Liga Salteña                   |                |
| Club Social y Deportivo San Jorge                  | San Miguel de Tucumán  | Tucumán             | Senador Luis Cruz                              | 7000          | Liga Tucumana                  |                |
| Club Unión Aconquija                               | Aconquija              | Catamarca           | Municipal de Aconquija                         | 3000          | Liga Andalgalense              |                |
| Zona 4                                             |                        |                     |                                                |               |                                |                |
| Club Atlético Chaco For Ever                       | Resistencia            | Chaco               | Juan Alberto García                            | 20 000        | Liga Chaqueña                  |                |
| Club Atlético Paraná                               | Paraná                 | Entre Ríos          | Pedro Mutio                                    | 6000          | Liga Paranaense                |                |
| Club Atlético Sarmiento                            | Resistencia            | Chaco               | Centenario                                     | 25 000        | Liga Chaqueña                  |                |
| Club Gimnasia y Esgrima                            | Concepción del Uruguay | Entre Ríos          | Manuel y Ramón Núñez                           | 9000          | Liga de Concepción del Uruguay |                |
| Club Sol de América                                | Formosa                | Formosa             | Estadio sin nombre                             | 20 000        | Liga Formoseña                 |                |
| Club Social y Deportivo Juventud Unida             | Gualeguaychú           | Entre Ríos          | De los Eucaliptos                              | 3500          | Liga de Gualeguaychú           |                |
| Club Social y Deportivo Textil Mandiyú             | Corrientes             | Corrientes          | José Antonio Romero Feris                      | 16 000        | Liga Correntina                |                |
| Club Sportivo Patria                               | Formosa                | Formosa             | Antonio Romero                                 | 23 000        | Liga Formoseña                 |                |
| Zona 5                                             |                        |                     |                                                |               |                                |                |
| Club Atlético Alvarado                             | Mar del Plata          | Buenos Aires        | José María Minella                             | 35 354        | Liga Marplatense               |                |
| Club Atlético Independiente                        | Chivilcoy              | Buenos Aires        | Raúl Orlando Lungarzo                          | 2500          | Liga Chivilcoyana              |                |
| Club Atlético Talleres                             | Córdoba                | Córdoba             | La Boutique Mario Alberto Kempes               | 16 500 57 000 | Liga Cordobesa                 |                |
| Club Atlético Tiro Federal Argentino               | Rosario                | Santa Fe            | Fortín de Ludueña                              | 10 000        | Liga Rosarina                  |                |
| Club Atlético Unión                                | Mar del Plata          | Buenos Aires        | José María Minella                             | 35 354        | Liga Marplatense               |                |
| Club Atlético y Social Defensores de Belgrano      | Villa Ramallo          | Buenos Aires        | Salomón Boeseldín                              | 3000          | Liga Nicoleña                  |                |
| Club Deportivo Libertad                            | Sunchales              | Santa Fe            | Dr. Plácido Tita                               | 5000          | Liga Rafaelina                 |                |
| Club Ferro Carril Oeste                            | General Pico           | La Pampa            | El Coloso del Barrio Talleres                  | 11 000        | Liga Pampeana                  |                |

### Distribución geográfica
| Provincia                | Cant. | Equipos                                                                 |
| ------------------------ | ----- | ----------------------------------------------------------------------- |
| Interior de Buenos Aires | 4     | Alvarado, Defensores de Belgrano (VR), Independiente (Ch) y Unión (MdP) |
| Chubut                   | 3     | CAI, Deportivo Madryn y Guillermo Brown                                 |
| Entre Ríos               | 3     | Atlético Paraná, Gimnasia y Esgrima (CdU) y Juventud Unida (G)          |
| Catamarca                | 2     | San Lorenzo de Alem y Unión Aconquija                                   |
| Chaco                    | 2     | Chaco For Ever y Sarmiento (R)                                          |
| Formosa                  | 2     | Sol de América y Sportivo Patria                                        |
| La Pampa                 | 2     | Ferro Carril Oeste (GP) y General Belgrano (SR)                         |
| La Rioja                 | 2     | Américo Tesorieri y Andino SC                                           |
| Mendoza                  | 2     | Deportivo Maipú y Gimnasia y Esgrima                                    |
| Neuquén                  | 2     | Alianza (CC) e Independiente                                            |
| Río Negro                | 2     | Cipolletti y Deportivo Roca                                             |
| Salta                    | 2     | Gimnasia y Tiro y Juventud Antoniana                                    |
| San Luis                 | 2     | Sportivo Estudiantes y Juventud Unida Universitario                     |
| Santa Fe                 | 2     | Libertad (S) y Tiro Federal (R)                                         |
| Santiago del Estero      | 2     | Central Córdoba y Mitre                                                 |
| Tucumán                  | 2     | San Jorge y San Martín                                                  |
| Córdoba                  | 1     | Talleres                                                                |
| Corrientes               | 1     | Textil Mandiyú                                                          |
| Jujuy                    | 1     | Altos Hornos Zapla                                                      |
| San Juan                 | 1     | Unión (VK)                                                              |
| Total                    | 40    |                                                                         |

## Primera fase

### Zona 1

#### Tabla de posiciones final
| Pos | Equipo                        | Pts | PJ | PG | PE | PP | GF | GC | Dif |
| --- | ----------------------------- | --- | -- | -- | -- | -- | -- | -- | --- |
| 1.º | Guillermo Brown               | 29  | 14 | 8  | 5  | 1  | 24 | 11 | 13  |
| 2.º | CAI                           | 28  | 14 | 8  | 4  | 2  | 25 | 14 | 11  |
| 3.º | Deportivo Madryn              | 22  | 14 | 7  | 1  | 6  | 20 | 15 | 5   |
| 4.º | Deportivo Roca                | 19  | 14 | 6  | 1  | 7  | 15 | 21 | -6  |
| 5.º | Independiente (Neuquén)       | 18  | 14 | 5  | 3  | 6  | 15 | 18 | -3  |
| 6.º | Cipolletti                    | 14  | 14 | 4  | 2  | 8  | 14 | 18 | -4  |
| 7.º | General Belgrano (Santa Rosa) | 12  | 14 | 2  | 6  | 6  | 13 | 18 | -5  |
| 8.º | Alianza de Cutral Có          | 11  | 14 | 3  | 2  | 9  | 9  | 22 | -13 |

|  | Ascendió a la B Nacional.    |
|  | Clasificó a la segunda fase. |

#### Resultados
| Deportivo Madryn | 1 - 2 | Guillermo Brown       | Coliseo del Golfo            | 24 de agosto | 15:30 |
| CAI              | 2 - 1 | General Belgrano (SR) | Municipal de Cdro. Rivadavia | 24 de agosto | 15:30 |
| Alianza (CC)     | 0 - 2 | Deportivo Roca        | Coloso de Ruca Quimey        | 24 de agosto | 15:30 |
| Cipolletti       | 2 - 1 | Independiente (N)     | La Visera de Cemento         | 24 de agosto | 16:00 |

| Guillermo Brown       | 2 - 0 | Alianza (CC)     | Raúl Conti                 | 31 de agosto | 15:30 |
| General Belgrano (SR) | 2 - 1 | Cipolletti       | Nuevo Rancho Grande        | 31 de agosto | 15:30 |
| Deportivo Roca        | 2 - 2 | CAI              | Luis Maiolino              | 31 de agosto | 16:00 |
| Independiente (N)     | 1 - 0 | Deportivo Madryn | José Rosas y Perito Moreno | 31 de agosto | 16:00 |

| Deportivo Madryn  | 1 - 1 | General Belgrano (SR) | Coliseo del Golfo            | 7 de septiembre | 15:30 |
| CAI               | 1 - 2 | Alianza (CC)          | Municipal de Cdro. Rivadavia | 7 de septiembre | 15:30 |
| Cipolletti        | 0 - 1 | Deportivo Roca        | La Visera de Cemento         | 7 de septiembre | 16:00 |
| Independiente (N) | 1 - 1 | Guillermo Brown       | José Rosas y Perito Moreno   | 7 de septiembre | 16:00 |

| Alianza (CC)          | 1 - 0 | Cipolletti        | Coloso de Ruca Quimey | 14 de septiembre | 15:30 |
| General Belgrano (SR) | 1 - 1 | Independiente (N) | Nuevo Rancho Grande   | 14 de septiembre | 15:30 |
| Guillermo Brown       | 1 - 1 | CAI               | Raúl Conti            | 14 de septiembre | 15:30 |
| Deportivo Roca        | 0 - 3 | Deportivo Madryn  | Luis Maiolino         | 14 de septiembre | 16:00 |

| Cipolletti            | 2 - 2 | CAI             | La Visera de Cemento       | 19 de septiembre | 21:00 |
| Deportivo Madryn      | 5 - 1 | Alianza (CC)    | Coliseo del Golfo          | 20 de septiembre | 15:30 |
| Independiente (N)     | 2 - 1 | Deportivo Roca  | José Rosas y Perito Moreno | 20 de septiembre | 16:00 |
| General Belgrano (SR) | 1 - 1 | Guillermo Brown | Nuevo Rancho Grande        | 20 de septiembre | 19:30 |

| Guillermo Brown | 2 - 1 | Cipolletti            | Raúl Conti                   | 24 de septiembre | 15:00 |
| CAI             | 1 - 0 | Deportivo Madryn      | Municipal de Cdro. Rivadavia | 24 de septiembre | 16:00 |
| Alianza (CC)    | 2 - 0 | Independiente (N)     | Coloso de Ruca Quimey        | 24 de septiembre | 20:30 |
| Deportivo Roca  | 2 - 1 | General Belgrano (SR) | Luis Maiolino                | 24 de septiembre | 21:30 |

| General Belgrano (SR) | 0 - 0 | Alianza (CC)    | Nuevo Rancho Grande        | 28 de septiembre | 15:30 |
| Deportivo Madryn      | 1 - 0 | Cipolletti      | Coliseo del Golfo          | 28 de septiembre | 15:30 |
| Independiente (N)     | 0 - 3 | CAI             | José Rosas y Perito Moreno | 28 de septiembre | 16:00 |
| Deportivo Roca        | 2 - 0 | Guillermo Brown | Luis Maiolino              | 28 de septiembre | 16:30 |

| Deportivo Roca        | 2 - 1 | Alianza (CC)     | Luis Maiolino                   | 4 de octubre | 21:00 |
| Guillermo Brown       | 2 - 0 | Deportivo Madryn | Raúl Conti                      | 5 de octubre | 11:00 |
| Independiente (N)     | 0 - 0 | Cipolletti       | El Gigante del Barrio Sarmiento | 5 de octubre | 14:00 |
| General Belgrano (SR) | 1 - 2 | CAI              | Nuevo Rancho Grande             | 6 de octubre | 14:00 |

| Deportivo Madryn | 1 - 0 | Independiente (N)     | Coliseo del Golfo            | 11 de octubre | 15:30 |
| CAI              | 3 - 0 | Deportivo Roca        | Municipal de Cdro. Rivadavia | 11 de octubre | 16:00 |
| Alianza (CC)     | 0 - 2 | Guillermo Brown       | Coloso de Ruca Quimey        | 11 de octubre | 16:00 |
| Cipolletti       | 3 - 1 | General Belgrano (SR) | La Visera de Cemento         | 11 de octubre | 21:00 |

| Guillermo Brown       | 3 - 1   | Independiente (N) | Raúl Conti            | 15 de octubre | 15:00 |
| General Belgrano (SR) | 1 - 0   | Deportivo Madryn  | Nuevo Rancho Grande   | 15 de octubre | 20:30 |
| Alianza (CC)          | 0 - 1   | CAI               | Coloso de Ruca Quimey | 15 de octubre | 20:30 |
| Deportivo Roca        | PP - PP | Cipolletti        | Luis Maiolino         | 15 de octubre | 21:00 |

| Deportivo Madryn  | 2 - 1 | Deportivo Roca        | Coliseo del Golfo            | 19 de octubre | 15:30 |
| Independiente (N) | 2 - 1 | General Belgrano (SR) | José Rosas y Perito Moreno   | 19 de octubre | 16:00 |
| CAI               | 2 - 2 | Guillermo Brown       | Municipal de Cdro. Rivadavia | 19 de octubre | 16:00 |
| Cipolletti        | 2 - 1 | Alianza (CC)          | La Visera de Cemento         | 19 de octubre | 18:00 |

| CAI             | 1 - 0 | Cipolletti            | Municipal de Cdro. Rivadavia | 26 de octubre | 16:00 |
| Alianza (CC)    | 0 - 1 | Deportivo Madryn      | Coloso de Ruca Quimey        | 26 de octubre | 16:00 |
| Guillermo Brown | 1 - 1 | General Belgrano (SR) | Raúl Conti                   | 26 de octubre | 16:00 |
| Deportivo Roca  | 1 - 3 | Independiente (N)     | Luis Maiolino                | 26 de octubre | 16:30 |

| Independiente (N)     | 3 - 0 | Alianza (CC)    | José Rosas y Perito Moreno | 1 de noviembre | 16:30 |
| General Belgrano (SR) | 0 - 1 | Deportivo Roca  | Nuevo Rancho Grande        | 1 de noviembre | 20:30 |
| Deportivo Madryn      | 3 - 2 | CAI             | Coliseo del Golfo          | 2 de noviembre | 16:00 |
| Cipolletti            | 0 - 2 | Guillermo Brown | La Visera de Cemento       | 2 de noviembre | 19:00 |

| Alianza (CC)    | 1 - 1 | General Belgrano (SR) | Coloso de Ruca Quimey        | 8 de noviembre | 19:00 |
| Cipolletti      | 3 - 2 | Deportivo Madryn      | La Visera de Cemento         | 9 de noviembre | 16:00 |
| CAI             | 2 - 0 | Independiente (N)     | Municipal de Cdro. Rivadavia | 9 de noviembre | 16:30 |
| Guillermo Brown | 3 - 0 | Deportivo Roca        | Raúl Conti                   | 9 de noviembre | 16:30 |

### Zona 2

#### Tabla de posiciones final
| Pos | Equipo                          | Pts | PJ | PG | PE | PP | GF | GC | Dif |
| --- | ------------------------------- | --- | -- | -- | -- | -- | -- | -- | --- |
| 1.º | Sportivo Estudiantes (San Luis) | 32  | 14 | 10 | 2  | 2  | 26 | 9  | 17  |
| 2.º | San Lorenzo de Alem             | 24  | 14 | 6  | 6  | 2  | 17 | 10 | 7   |
| 3.º | Unión (Villa Krause)            | 24  | 14 | 7  | 3  | 4  | 20 | 16 | 4   |
| 4.º | Gimnasia y Esgrima (Mendoza)    | 23  | 14 | 7  | 2  | 5  | 15 | 12 | 3   |
| 5.º | Juventud Unida Universitario    | 23  | 14 | 7  | 2  | 5  | 16 | 11 | 5   |
| 6.º | Deportivo Maipú                 | 21  | 14 | 6  | 3  | 5  | 19 | 16 | 3   |
| 7.º | Américo Tesorieri (La Rioja)    | 5   | 14 | 1  | 2  | 11 | 8  | 26 | -18 |
| 8.º | Andino                          | 4   | 14 | 0  | 4  | 10 | 7  | 28 | -21 |

|  | Ascendió a la B Nacional.    |
|  | Clasificó a la segunda fase. |

#### Resultados
| Deportivo Maipú | 1 - 0 | Gimnasia y Esgrima (M)    | Omar Higinio Sperdutti    | 24 de agosto | 15:30 |
| Juventud U. U.  | 1 - 0 | Sportivo Estudiantes (SL) | Juan Gilberto Funes       | 24 de agosto | 16:00 |
| Andino          | 0 - 3 | San Lorenzo de Alem       | Carlos Mercado Luna       | 24 de agosto | 16:30 |
| Unión (VK)      | 5 - 1 | Américo Tesorieri (LR)    | San Juan del Bicentenario | 24 de agosto | 16:30 |

| Sportivo Estudiantes (SL) | 3 - 1 | Unión (VK)      | Héctor Odicino - Pedro Benoza | 31 de agosto | 12:00 |
| Gimnasia y Esgrima (M)    | 0 - 0 | Andino          | Víctor Antonio Legrotaglie    | 31 de agosto | 16:00 |
| Américo Tesorieri (LR)    | 2 - 3 | Deportivo Maipú | Carlos Mercado Luna           | 31 de agosto | 16:30 |
| San Lorenzo de Alem       | 0 - 3 | Juventud U. U.  | Bicentenario C. de Catamarca  | 31 de agosto | 18:00 |

| Andino              | 1 - 1 | Américo Tesorieri (LR)    | Carlos Mercado Luna          | 7 de septiembre | 16:00 |
| Juventud U. U.      | 0 - 1 | Gimnasia y Esgrima (M)    | Juan Gilberto Funes          | 7 de septiembre | 16:00 |
| Deportivo Maipú     | 0 - 1 | Unión (VK)                | Omar Higinio Sperdutti       | 7 de septiembre | 16:30 |
| San Lorenzo de Alem | 1 - 1 | Sportivo Estudiantes (SL) | Bicentenario C. de Catamarca | 7 de septiembre | 18:30 |

| Sportivo Estudiantes (SL) | 4 - 0 | Deportivo Maipú     | Héctor Odicino - Pedro Benoza | 14 de septiembre | 12:00 |
| Américo Tesorieri (LR)    | 0 - 0 | Juventud U. U.      | Carlos Mercado Luna           | 14 de septiembre | 16:30 |
| Gimnasia y Esgrima (M)    | 2 - 1 | San Lorenzo de Alem | Víctor Antonio Legrotaglie    | 14 de septiembre | 16:30 |
| Unión (VK)                | 1 - 1 | Andino              | San Juan del Bicentenario     | 14 de septiembre | 17:00 |

| San Lorenzo de Alem    | 1 - 0 | Américo Tesorieri (LR)    | Bicentenario C. de Catamarca | 19 de septiembre | 21:45 |
| Andino                 | 0 - 2 | Deportivo Maipú           | Carlos Mercado Luna          | 20 de septiembre | 16:00 |
| Juventud U. U.         | 3 - 2 | Unión (VK)                | Mario Sebastián Diez         | 20 de septiembre | 16:00 |
| Gimnasia y Esgrima (M) | 1 - 2 | Sportivo Estudiantes (SL) | Víctor Antonio Legrotaglie   | 20 de septiembre | 16:30 |

| Sportivo Estudiantes (SL) | 3 - 0 | Andino                 | Héctor Odicino - Pedro Benoza | 24 de septiembre | 12:00 |
| Américo Tesorieri (LR)    | 1 - 2 | Gimnasia y Esgrima (M) | Carlos Mercado Luna           | 24 de septiembre | 16:00 |
| Deportivo Maipú           | 0 - 1 | Juventud U. U.         | Omar Higinio Sperdutti        | 24 de septiembre | 21:15 |
| Unión (VK)                | 1 - 1 | San Lorenzo de Alem    | San Juan del Bicentenario     | 24 de septiembre | 21:30 |

| Juventud U. U.         | 3 - 0 | Andino                    | Mario Sebastián Diez         | 28 de septiembre | 16:00 |
| Américo Tesorieri (LR) | 0 - 1 | Sportivo Estudiantes (SL) | Carlos Mercado Luna          | 28 de septiembre | 16:00 |
| Gimnasia y Esgrima (M) | 1 - 2 | Unión (VK)                | Víctor Antonio Legrotaglie   | 28 de septiembre | 16:30 |
| San Lorenzo de Alem    | 0 - 0 | Deportivo Maipú           | Bicentenario C. de Catamarca | 28 de septiembre | 19:00 |

| Gimnasia y Esgrima (M)    | 1 - 1 | Deportivo Maipú | Víctor Antonio Legrotaglie   | 4 de octubre | 16:00 |
| Américo Tesorieri (LR)    | 0 - 1 | Unión (VK)      | Carlos Mercado Luna          | 4 de octubre | 17:00 |
| San Lorenzo de Alem       | 3 - 1 | Andino          | Bicentenario C. de Catamarca | 4 de octubre | 19:00 |
| Sportivo Estudiantes (SL) | 2 - 0 | Juventud U. U.  | Juan Gilberto Funes          | 6 de octubre | 15:00 |

| Deportivo Maipú | 3 - 0 | Américo Tesorieri (LR)    | Omar Higinio Sperdutti | 10 de octubre | 21:15 |
| Andino          | 0 - 3 | Gimnasia y Esgrima (M)    | Carlos Mercado Luna    | 11 de octubre | 17:30 |
| Unión (VK)      | 1 - 0 | Sportivo Estudiantes (SL) | 12 de Octubre          | 11 de octubre | 17:30 |
| Juventud U. U.  | 0 - 1 | San Lorenzo de Alem       | Mario Sebastián Diez   | 11 de octubre | 21:00 |

| Sportivo Estudiantes (SL) | 1 - 1 | San Lorenzo de Alem | Héctor Odicino - Pedro Benoza | 15 de octubre | 11:00 |
| Gimnasia y Esgrima (M)    | 1 - 0 | Juventud U. U.      | Víctor Antonio Legrotaglie    | 15 de octubre | 14:00 |
| Américo Tesorieri (LR)    | 2 - 1 | Andino              | Carlos Mercado Luna           | 15 de octubre | 16:00 |
| Unión (VK)                | 2 - 4 | Deportivo Maipú     | 12 de Octubre                 | 15 de octubre | 21:30 |

| Andino              | 0 - 1 | Unión (VK)                | Carlos Mercado Luna          | 19 de octubre | 18:00 |
| Deportivo Maipú     | 2 - 3 | Sportivo Estudiantes (SL) | Omar Higinio Sperdutti       | 19 de octubre | 18:00 |
| San Lorenzo de Alem | 3 - 1 | Gimnasia y Esgrima (M)    | Bicentenario C. de Catamarca | 19 de octubre | 19:00 |
| Juventud U. U.      | 1 - 0 | Americo Tesorieri (LR)    | Mario Sebastián Diez         | 19 de octubre | 21:00 |

| Unión (VK)                | 2 - 1 | Juventud U. U.         | 12 de Octubre                 | 26 de octubre | 17:00 |
| Américo Tesorieri (LR)    | 0 - 2 | San Lorenzo de Alem    | Carlos Mercado Luna           | 26 de octubre | 18:00 |
| Deportivo Maipú           | 3 - 1 | Andino                 | Omar Higinio Sperdutti        | 26 de octubre | 18:00 |
| Sportivo Estudiantes (SL) | 1 - 0 | Gimnasia y Esgrima (M) | Héctor Odicino - Pedro Benoza | 26 de octubre | 18:00 |

| Juventud U. U.         | 1 - 0 | Deportivo Maipú           | Mario Sebastián Diez       | 2 de noviembre | 17:00 |
| Gimnasia y Esgrima (M) | 1 - 0 | Américo Tesorieri         | Víctor Antonio Legrotaglie | 2 de noviembre | 17:30 |
| Andino                 | 0 - 1 | Sportivo Estudiantes (SL) | Carlos Mercado Luna        | 2 de noviembre | 19:30 |
| San Lorenzo de Alem    | 0 - 0 | Unión (VK)                | Bicenterio C. de Catamarca | 2 de noviembre | 19:30 |

| Sportivo Estudiantes (SL) | 4 - 1 | Américo Tesorieri (LR) | Héctor Odicino - Pedro Benoza | 8 de noviembre | 20:00 |
| Andino                    | 2 - 2 | Juventud U. U.         | Carlos Mercado Luna           | 9 de noviembre | 16:30 |
| Deportivo Maipú           | 0 - 0 | San Lorenzo de Alem    | Omar Higinio Sperdutti        | 9 de noviembre | 16:30 |
| Unión (VK)                | 0 - 1 | Gimnasia y Esgrima (M) | 12 de Octubre                 | 9 de noviembre | 16:30 |

### Zona 3

#### Tabla de posiciones final
| Pos | Equipo                                | Pts | PJ | PG | PE | PP | GF | GC | Dif |
| --- | ------------------------------------- | --- | -- | -- | -- | -- | -- | -- | --- |
| 1.º | Central Córdoba (Santiago del Estero) | 28  | 14 | 9  | 1  | 4  | 20 | 14 | 6   |
| 2.º | Unión Aconquija                       | 28  | 14 | 9  | 1  | 4  | 14 | 15 | -1  |
| 3.º | Mitre (Santiago del Estero)           | 23  | 14 | 6  | 5  | 3  | 16 | 10 | 6   |
| 4.º | Juventud Antoniana                    | 21  | 14 | 5  | 6  | 3  | 17 | 14 | 3   |
| 5.º | San Martín (Tucumán)                  | 17  | 14 | 4  | 5  | 5  | 15 | 11 | 4   |
| 6.º | Altos Hornos Zapla                    | 15  | 14 | 4  | 3  | 7  | 10 | 15 | -5  |
| 7.º | San Jorge (Tucumán)                   | 11  | 14 | 2  | 5  | 7  | 15 | 22 | -7  |
| 8.º | Gimnasia y Tiro (Salta)               | 10  | 14 | 2  | 4  | 8  | 13 | 19 | -6  |

|  | Ascendió a la B Nacional     |
|  | Clasificó a la segunda fase. |

#### Partido de desempate
| Central Córdoba (SdE)                           | 3 - 2 (t. s.) | Unión Aconquija | San Juan del Bicentenario | 12 de noviembre | 17:30 |
| Central Córdoba (SdE) ascendió a la B Nacional. |               |                 |                           |                 |       |

#### Resultados
| Juventud Antoniana | 0 - 1 | Gimnasia y Tiro (S)   | Padre Ernesto Martearena   | 24 de agosto | 17:00 |
| Altos Hornos Zapla | 0 - 2 | Central Córdoba (SdE) | Emilio Fabrizzi            | 24 de agosto | 17:00 |
| Mitre (S)          | 0 - 0 | Unión Aconquija       | José y Antonio Castiglione | 24 de agosto | 19:00 |
| San Jorge (T)      | 0 - 1 | San Martín (T)        | Monumental José Fierro     | 25 de agosto | 16:00 |

| Central Córdoba (SdE) | 1 - 2 | Juventud Antoniana | Alfredo Terrera        | 29 de agosto | 22:00 |
| San Martín (T)        | 0 - 1 | Altos Hornos Zapla | La Ciudadela           | 31 de agosto | 16:30 |
| Unión Aconquija       | 2 - 1 | San Jorge (T)      | Municipal de Aconquija | 31 de agosto | 16:30 |
| Gimnasia y Tiro (S)   | 3 - 1 | Mitre (S)          | Gigante del Norte      | 31 de agosto | 18:00 |

| San Jorge (T)      | 3 - 2 | Gimnasia y Tiro (S)   | Monumental José Fierro     | 7 de septiembre | 16:00 |
| Mitre (S)          | 2 - 0 | Central Córdoba (SdE) | José y Antonio Castiglione | 7 de septiembre | 16:30 |
| Unión Aconquija    | 2 - 0 | San Martín (T)        | Municipal de Aconquija     | 7 de septiembre | 16:30 |
| Juventud Antoniana | 2 - 2 | Altos Hornos Zapla    | Padre Ernesto Martearena   | 7 de septiembre | 17:00 |

| Gimnasia y Tiro (S)   | 1 - 2 | Unión Aconquija    | El Gigante del Norte | 12 de septiembre | 22:00 |
| Central Córdoba (SdE) | 1 - 0 | San Jorge (T)      | Alfredo Terrera      | 14 de septiembre | 16:30 |
| Altos Hornos Zapla    | 0 - 1 | Mitre (S)          | Emilio Fabrizzi      | 14 de septiembre | 17:00 |
| San Martín (T)        | 1 - 1 | Juventud Antoniana | La Ciudadela         | 14 de septiembre | 17:00 |

| Mitre               | 1 - 1 | Juventud Antoniana    | José y Antonio Castiglione | 19 de septiembre | 22:00 |
| Gimnasia y Tiro (S) | 0 - 0 | San Martín (T)        | El Gigante del Norte       | 19 de septiembre | 22:00 |
| San Jorge           | 1 - 1 | Altos Hornos Zapla    | Senador Luis Cruz          | 20 de septiembre | 16:30 |
| Unión Aconquija     | 1 - 0 | Central Córdoba (SdE) | Municipal de Aconquija     | 20 de septiembre | 17:00 |

| San Martín (T)        | 0 - 1 | Mitre (S)           | La Ciudadela             | 24 de septiembre | 18:30 |
| Altos Hornos Zapla    | 0 - 1 | Unión Aconquija     | Emilio Fabrizzi          | 24 de septiembre | 22:00 |
| Juventud Antoniana    | 1 - 0 | San Jorge (T)       | Padre Ernesto Martearena | 24 de septiembre | 22:00 |
| Central Córdoba (SdE) | 1 - 0 | Gimnasia y Tiro (S) | Alfredo Terrera          | 24 de septiembre | 22:00 |

| Central Córdoba (SdE) | 0 - 1 | San Martín (T)     | Alfredo Terrera        | 28 de septiembre | 16:00 |
| San Jorge (T)         | 0 - 3 | Mitre (S)          | Central Norte          | 28 de septiembre | 16:30 |
| Unión Aconquija       | 2 - 0 | Juventud Antoniana | Municipal de Aconquija | 28 de septiembre | 17:00 |
| Gimnasia y Tiro (S)   | 0 - 1 | Altos Hornos Zapla | El Gigante del Norte   | 28 de septiembre | 18:00 |

| Gimnasia y Tiro (S)   | 0 - 2 | Juventud Antoniana | El Gigante del Norte   | 3 de octubre | 22:00 |
| Unión Aconquija       | 1 - 0 | Mitre (SdE)        | Municipal de Aconquija | 4 de octubre | 16:30 |
| San Martín (T)        | 1 - 1 | San Jorge (T)      | La Ciudadela           | 4 de octubre | 19:00 |
| Central Córdoba (SdE) | 2 - 1 | Altos Hornos Zapla | Alfredo Terrera        | 5 de octubre | 11:00 |

| San Jorge (T)      | 1 - 0 | Unión Aconquija       | Monumental José Fierro     | 10 de octubre | 17:00 |
| Mitre (SdE)        | 1 - 1 | Gimnasia y Tiro (S)   | José y Antonio Castiglione | 10 de octubre | 22:00 |
| Juventud Antoniana | 0 - 1 | Central Córdoba (SdE) | Fray Honorato Pistoia      | 11 de octubre | 16:30 |
| Altos Hornos Zapla | 0 - 1 | San Martín (T)        | Emilio Fabrizzi            | 11 de octubre | 21:30 |

| Altos Hornos Zapla    | 2 - 2 | Juventud Antoniana | Emilio Fabrizzi      | 15 de octubre | 21:30 |
| San Martín (T)        | 7 - 0 | Unión Aconquija    | La Ciudadela         | 15 de octubre | 21:30 |
| Gimnasia y Tiro (S)   | 2 - 2 | San Jorge (T)      | El Gigante del Norte | 15 de octubre | 22:00 |
| Central Córdoba (SdE) | 2 - 1 | Mitre (SdE)        | Alfredo Terrera      | 15 de octubre | 22:00 |

| Unión Aconquija    | 2 - 1 | Gimnasia y Tiro (S)   | Municipal de Aconquija       | 19 de octubre | 16:30 |
| San Jorge (T)      | 4 - 4 | Central Córdoba (SdE) | Monumental José Fierro       | 19 de octubre | 17:00 |
| Juventud Antoniana | 2 - 1 | San Martín (T)        | Estadio El Gigante del Norte | 19 de octubre | 19:00 |
| Mitre (S)          | 2 - 0 | Altos Hornos Zapla    | José y Antonio Castiglione   | 19 de octubre | 21:30 |

| Altos Hornos Zapla    | 1 - 0 | San Jorge (T)       | Emilio Fabrizzi          | 26 de octubre | 17:30 |
| Juventud Antoniana    | 1 - 1 | Mitre (S)           | Padre Ernesto Martearena | 26 de octubre | 18:00 |
| Central Córdoba (SdE) | 2 - 0 | Unión Aconquija     | Alfredo Terrera          | 26 de octubre | 18:00 |
| San Martín (T)        | 1 - 1 | Gimnasia y Tiro (S) | La Ciudadela             | 26 de octubre | 18:00 |

| Unión Aconquija     | 1 - 0 | Altos Hornos Zapla    | Municipal de Aconquija     | 2 de noviembre | 17:00 |
| San Jorge (T)       | 1 - 1 | Juventud Antoniana    | Monumental José Fierro     | 2 de noviembre | 17:00 |
| Gimnasia y Tiro (S) | 1 - 2 | Central Córdoba (SdE) | El Gigante del Norte       | 2 de noviembre | 18:00 |
| Mitre (S)           | 0 - 0 | San Martín (T)        | José y Antonio Castiglione | 2 de noviembre | 20:30 |

| Altos Hornos Zapla | 1 - 0 | Gimnasia y Tiro (S)   | Emilio Fabrizzi            | 9 de noviembre | 17:00 |
| Juventud Antoniana | 2 - 0 | Unión Aconquija       | Padre Ernesto Martearena   | 9 de noviembre | 18:00 |
| Mitre (S)          | 2 - 1 | San Jorge (T)         | José y Antonio Castiglione | 9 de noviembre | 18:00 |
| San Martín (T)     | 1 - 2 | Central Córdoba (SdE) | La Ciudadela               | 9 de noviembre | 18:00 |

### Zona 4

#### Tabla de posiciones final
| Pos | Equipo                                      | Pts | PJ | PG | PE | PP | GF | GC | Dif |
| --- | ------------------------------------------- | --- | -- | -- | -- | -- | -- | -- | --- |
| 1.º | Juventud Unida (Gualeguaychú)               | 24  | 14 | 7  | 3  | 4  | 17 | 15 | 2   |
| 2.º | Sportivo Patria                             | 23  | 14 | 5  | 8  | 1  | 21 | 13 | 8   |
| 3.º | Atlético Paraná                             | 19  | 14 | 4  | 7  | 3  | 12 | 12 | 0   |
| 4.º | Chaco For Ever                              | 18  | 14 | 4  | 6  | 4  | 17 | 20 | -3  |
| 5.º | Textil Mandiyú                              | 17  | 14 | 4  | 5  | 5  | 14 | 12 | 2   |
| 6.º | Sol de América                              | 15  | 14 | 4  | 3  | 7  | 15 | 20 | -5  |
| 7.º | Gimnasia y Esgrima (Concepción del Uruguay) | 15  | 14 | 3  | 6  | 5  | 20 | 19 | 1   |
| 8.º | Sarmiento (Resistencia)                     | 15  | 14 | 3  | 6  | 5  | 17 | 22 | -5  |

|  | Ascendió a la B Nacional.    |
|  | Clasificó a la segunda fase. |

#### Resultados
| Atlético Paraná    | 1 - 0 | Textil Mandiyú           | Pedro Mutio         | 23 de agosto | 16:00 |
| Juventud Unida (G) | 1 - 0 | Sarmiento (R)            | De los Eucaliptos   | 24 de agosto | 15:30 |
| Chaco For Ever     | 2 - 1 | Gimnasia y Esgrima (CdU) | Juan Alberto García | 24 de agosto | 16:30 |
| Sol de América     | 0 - 4 | Sportivo Patria          | Antonio Romero      | 24 de agosto | 17:00 |

| Sportivo Patria          | 1 - 1 | Chaco For Ever     | Antonio Romero            | 30 de agosto | 16:15 |
| Gimnasia y Esgrima (CdU) | 1 - 1 | Atlético Paraná    | Manuel y Ramón Núñez      | 31 de agosto | 15:30 |
| Sarmiento (R)            | 1 - 1 | Sol de América     | Centenario                | 31 de agosto | 16:00 |
| Textil Mandiyú           | 0 - 1 | Juventud Unida (G) | José Antonio Romero Feris | 31 de agosto | 16:30 |

| Atlético Paraná          | 0 - 0 | Sportivo Patria    | Pedro Mutio          | 7 de septiembre | 16:00 |
| Gimnasia y Esgrima (CdU) | 0 - 0 | Textil Mandiyú     | Manuel y Ramón Núñez | 7 de septiembre | 16:00 |
| Sol de América           | 0 - 1 | Juventud Unida (G) | Antonio Romero       | 7 de septiembre | 16:15 |
| Chaco For Ever           | 0 - 1 | Sarmiento (R)      | Juan Alberto García  | 9 de septiembre | 21:30 |

| Juventud Unida (G) | 1 - 1 | Chaco For Ever           | De los Eucaliptos         | 14 de septiembre | 16:00 |
| Sportivo Patria    | 3 - 2 | Gimnasia y Esgrima (CdU) | Antonio Romero            | 14 de septiembre | 16:15 |
| Textil Mandiyú     | 2 - 0 | Sol de América           | José Antonio Romero Feris | 14 de septiembre | 16:30 |
| Sarmiento (R)      | 1 - 1 | Atlético Paraná          | Centenario                | 1 de octubre     | 16:15 |

| Sportivo Patria          | 0 - 0 | Textil Mandiyú     | Antonio Romero       | 19 de septiembre | 16:15 |
| Gimnasia y Esgrima (CdU) | 2 - 0 | Sarmiento (R)      | Manuel y Ramón Núñez | 19 de septiembre | 21:00 |
| Atlético Paraná          | 1 - 0 | Juventud Unida (G) | Pedro Mutio          | 19 de septiembre | 21:40 |
| Chaco For Ever           | 1 - 0 | Sol de América     | Juan Alberto García  | 20 de septiembre | 15:30 |

| Juventud Unida (G) | 2 - 1 | Gimnasia y Esgrima (CdU) | De los Eucaliptos         | 24 de septiembre | 14:00 |
| Sol de América     | 2 - 0 | Atlético Paraná          | Antonio Romero            | 24 de septiembre | 16:00 |
| Sarmiento (R)      | 1 - 1 | Sportivo Patria          | Centenario                | 24 de septiembre | 16:15 |
| Textil Mandiyú     | 0 - 2 | Chaco For Ever           | José Antonio Romero Feris | 24 de septiembre | 16:30 |

| Atlético Paraná          | 2 - 1 | Chaco For Ever     | Pedro Mutio          | 28 de septiembre | 16:00 |
| Sportivo Patria          | 0 - 0 | Juventud Unida (G) | Antonio Romero       | 28 de septiembre | 16:00 |
| Sarmiento (R)            | 0 - 3 | Textil Mandiyú     | Centenario           | 28 de septiembre | 16:30 |
| Gimnasia y Esgrima (CdU) | 1 - 1 | Sol de América     | Manuel y Ramón Núñez | 28 de septiembre | 20:00 |

| Sportivo Patria          | 2 - 0 | Sol de América     | Antonio Romero       | 5 de octubre | 15:00 |
| Sarmiento (R)            | 3 - 3 | Juventud Unida (G) | Centenario           | 5 de octubre | 15:00 |
| Textil Mandiyú           | 2 - 0 | Atlético Paraná    | Juan Alberto García  | 5 de octubre | 16:30 |
| Gimnasia y Esgrima (CdU) | 5 - 0 | Chaco For Ever     | Manuel y Ramón Núñez | 5 de octubre | 20:00 |

| Atlético Paraná    | 1 - 1 | Gimnasia y Esgrima (CdU) | Pedro Mutio         | 10 de octubre | 20:00 |
| Sol de América     | 3 - 1 | Sarmiento (R)            | Antonio Romero      | 10 de octubre | 20:45 |
| Chaco For Ever     | 2 - 2 | Sportivo Patria          | Juan Alberto García | 10 de octubre | 21:30 |
| Juventud Unida (G) | 0 - 3 | Textil Mandiyú           | De los Eucaliptos   | 11 de octubre | 15:30 |

| Juventud Unida (G) | 2 - 0 | Sol de América           | De los Eucaliptos         | 15 de octubre | 14:00 |
| Textil Mandiyú     | 1 - 1 | Gimnasia y Esgrima (CdU) | José Antonio Romero Feris | 15 de octubre | 16:00 |
| Sportivo Patria    | 0 - 0 | Atlético Paraná          | Antonio Romero            | 15 de octubre | 16:00 |
| Sarmiento (R)      | 1 - 0 | Chaco For Ever           | Centenario                | 15 de octubre | 21:00 |

| Atlético Paraná          | 0 - 0 | Sarmiento (R)      | Pedro Mutio          | 19 de octubre | 16:00 |
| Chaco For Ever           | 3 - 2 | Juventud Unida (G) | Juan Alberto García  | 19 de octubre | 17:30 |
| Gimnasia y Esgrima (CdU) | 3 - 1 | Sportivo Patria    | Manuel y Ramón Núñez | 19 de octubre | 20:00 |
| Sol de América           | 1 - 0 | Textil Mandiyú     | Antonio Romero       | 19 de octubre | 20:15 |

| Juventud Unida (G) | 2 - 1 | Atlético Paraná          | De los Eucaliptos         | 26 de octubre | 16:00 |
| Sarmiento (R)      | 1 - 1 | Gimnasia y Esgrima (CdU) | Centenario                | 26 de octubre | 16:00 |
| Textil Mandiyú     | 1 - 1 | Sportivo Patria          | José Antonio Romero Feris | 26 de octubre | 16:30 |
| Sol de América     | 2 - 2 | Chaco For Ever           | Antonio Romero            | 26 de octubre | 20:15 |

| Sportivo Patria          | 5 - 3 | Sarmiento (R)      | Antonio Romero       | 2 de noviembre | 17:00 |
| Atlético Paraná          | 3 - 1 | Sol de América     | Pedro Mutio          | 2 de noviembre | 17:30 |
| Chaco For Ever           | 1 - 1 | Textil Mandiyú     | Juan Alberto García  | 2 de noviembre | 19:00 |
| Gimnasia y Esgrima (CdU) | 1 - 2 | Juventud Unida (G) | Manuel y Ramón Núñez | 2 de noviembre | 20:00 |

| Textil Mandiyú     | 1 - 4 | Sarmiento (R)            | José Antonio Romero Feris | 9 de noviembre | 16:30 |
| Juventud Unida (G) | 0 - 1 | Sportivo Patria          | De los Eucaliptos         | 9 de noviembre | 16:30 |
| Chaco For Ever     | 1 - 1 | Atlético Paraná          | Juan Alberto García       | 9 de noviembre | 16:30 |
| Sol de América     | 4 - 0 | Gimnasia y Esgrima (CdU) | Sol de América            | 9 de noviembre | 17:00 |

### Zona 5

#### Tabla de posiciones final
| Pos | Equipo                                 | Pts | PJ | PG | PE | PP | GF | GC | Dif |
| --- | -------------------------------------- | --- | -- | -- | -- | -- | -- | -- | --- |
| 1.º | Unión (Mar del Plata)                  | 26  | 14 | 7  | 5  | 2  | 21 | 13 | 8   |
| 2.º | Talleres (Córdoba)                     | 26  | 14 | 7  | 5  | 2  | 21 | 13 | 8   |
| 3.º | Libertad (Sunchales)                   | 23  | 14 | 6  | 5  | 3  | 22 | 16 | 6   |
| 4.º | Tiro Federal (Rosario)                 | 18  | 14 | 3  | 9  | 2  | 18 | 15 | 3   |
| 5.º | Defensores de Belgrano (Villa Ramallo) | 18  | 14 | 4  | 6  | 4  | 14 | 11 | 3   |
| 6.º | Independiente (Chivilcoy)              | 16  | 14 | 4  | 4  | 6  | 11 | 18 | -7  |
| 7.º | Ferro Carril Oeste (General Pico)      | 14  | 14 | 3  | 5  | 6  | 10 | 16 | -6  |
| 8.º | Alvarado                               | 5   | 14 | 0  | 5  | 9  | 7  | 22 | -15 |

|  | Ascendió a la B Nacional.    |
|  | Clasificó a la segunda fase. |

#### Partido de desempate
| Talleres (C)                          | 0 - 1 | Unión (MdP) | Eva Perón | 13 de noviembre | 20:00 |
| Unión (MdP) ascendió a la B Nacional. |       |             |           |                 |       |

#### Resultados
| Unión (MdP)                 | 4 - 2 | Libertad (S)            | José María Minella    | 23 de agosto | 16:00 |
| Tiro Federal (R)            | 0 - 0 | Talleres (C)            | Fortín de Ludueña     | 24 de agosto | 11:00 |
| Independiente (Ch)          | 1 - 0 | Ferro Carril Oeste (GP) | Raúl Orlando Lungarzo | 24 de agosto | 15:00 |
| Defensores de Belgrano (VR) | 1 - 0 | Alvarado                | Salomón Boeseldín     | 24 de agosto | 16:00 |

| Talleres (C)            | 1 - 4 | Unión (MdP)                 | Mario Alberto Kempes       | 30 de agosto    | 20:00 |
| Libertad (S)            | 4 - 1 | Independiente (Ch)          | Dr. Plácido Tita           | 31 de agosto    | 15:30 |
| Ferro Carril Oeste (GP) | 1 - 0 | Defensores de Belgrano (VR) | Coloso del Barrio Talleres | 31 de agosto    | 16:00 |
| Alvarado                | 0 - 0 | Tiro Federal (R)            | Aguas Corrientes           | 1 de septiembre | 15:00 |

| Tiro Federal (R)            | 2 - 2 | Ferro Carril Oeste (GP) | Fortín de Ludueña     | 7 de septiembre | 11:00 |
| Independiente (Ch)          | 1 - 2 | Unión (MdP)             | Raúl Orlando Lungarzo | 7 de septiembre | 15:00 |
| Defensores de Belgrano (VR) | 1 - 3 | Libertad (S)            | Salomón Boeseldín     | 7 de septiembre | 16:00 |
| Alvarado                    | 1 - 3 | Talleres (C)            | José María Minella    | 2 de octubre    | 16:00 |

| Unión (MdP)             | 0 - 0 | Defensores de Belgrano (VR) | José María Minella         | 13 de septiembre | 20:00 |
| Libertad (S)            | 3 - 3 | Tiro Federal (R)            | Dr. Plácido Tita           | 14 de septiembre | 15:30 |
| Ferro Carril Oeste (GP) | 0 - 0 | Alvarado                    | Coloso del Barrio Talleres | 14 de septiembre | 16:00 |
| Talleres (C)            | 2 - 0 | Independiente (Ch)          | Mario Alberto Kempes       | 15 de septiembre | 20:30 |

| Alvarado                    | 2 - 2 | Libertad (S)       | Aguas Corrientes           | 19 de septiembre | 14:00 |
| Tiro Federal (R)            | 1 - 1 | Unión (MdP)        | Fortín de Ludueña          | 19 de septiembre | 16:35 |
| Defensores de Belgrano (VR) | 0 - 0 | Independiente (Ch) | Salomón Boeseldín          | 20 de septiembre | 18:00 |
| Ferro Carril Oeste (GP)     | 0 - 1 | Talleres (C)       | Coloso del Barrio Talleres | 20 de septiembre | 19:00 |

| Independiente (Ch) | 0 - 2 | Tiro Federal (R)            | Raúl Orlando Lungarzo | 23 de septiembre | 16:00 |
| Unión (MdP)        | 0 - 0 | Alvarado                    | José María Minella    | 23 de septiembre | 16:00 |
| Libertad (S)       | 0 - 0 | Ferro Carril Oeste (GP)     | Dr. Plácido Tita      | 24 de septiembre | 19:30 |
| Talleres (C)       | 2 - 2 | Defensores de Belgrano (VR) | Mario Alberto Kempes  | 24 de septiembre | 21:00 |

| Alvarado                | 0 - 2 | Independiente (Ch)          | José María Minella         | 27 de septiembre | 15:00 |
| Tiro Federal (R)        | 1 - 1 | Defensores de Belgrano (VR) | Fortín de Ludueña          | 28 de septiembre | 11:00 |
| Libertad (S)            | 1 - 1 | Talleres (C)                | Dr. Plácido Tita           | 28 de septiembre | 16:00 |
| Ferro Carril Oeste (GP) | 0 - 1 | Unión (MdP)                 | Coloso del Barrio Talleres | 28 de septiembre | 17:00 |

| Ferro Carril Oeste (GP) | 0 - 0 | Independiente (Ch)          | Coloso del Barrio Talleres | 3 de octubre | 21:00 |
| Alvarado                | 0 - 3 | Defensores de Belgrano (VR) | José María Minella         | 5 de octubre | 14:45 |
| Libertad (S)            | 1 - 0 | Unión (MdP)                 | Dr. Plácido Tita           | 5 de octubre | 19:30 |
| Talleres (C)            | 2 - 2 | Tiro Federal (R)            | Mario Alberto Kempes       | 6 de octubre | 21:00 |

| Independiente (Ch)          | 1 - 2 | Libertad (S)            | Raúl Orlando Lungarzo | 11 de octubre | 16:00 |
| Tiro Federal (R)            | 1 - 0 | Alvarado                | Fortín de Ludueña     | 11 de octubre | 16:00 |
| Defensores de Belgrano (VR) | 0 - 1 | Ferro Carril Oeste (GP) | Salomón Boeseldín     | 11 de octubre | 19:30 |
| Unión (MdP)                 | 3 - 1 | Talleres (C)            | José María Minella    | 30 de octubre | 20:00 |

| Libertad (S)            | 0 - 0 | Defensores de Belgrano (VR) | Dr. Plácido Tita              | 15 de octubre | 19:00 |
| Unión (MdP)             | 1 - 1 | Independiente (Ch)          | José María Minella            | 15 de octubre | 20:00 |
| Talleres (C)            | 1 - 0 | Alvarado                    | Mario Alberto Kempes          | 15 de octubre | 21:00 |
| Ferro Carril Oeste (GP) | 1 - 1 | Tiro Federal (R)            | El Coloso del Barrio Talleres | 15 de octubre | 21:00 |

| Alvarado                    | 2 - 4 | Ferro Carril Oeste (GP) | José María Minella    | 19 de octubre | 16:00 |
| Independiente (Ch)          | 0 - 0 | Talleres (C)            | Raúl Orlando Lungarzo | 19 de octubre | 17:00 |
| Defensores de Belgrano (VR) | 2 - 0 | Unión (MdP)             | Salomón Boeseldín     | 19 de octubre | 19:00 |
| Tiro Federal (R)            | 2 - 0 | Libertad (S)            | Fortín de Ludueña     | 30 de octubre | 17:30 |

| Libertad (S)       | 2 - 0 | Alvarado                    | Dr. Plácido Tita      | 25 de octubre | 16:30 |
| Independiente (Ch) | 0 - 3 | Defensores de Belgrano (VR) | Raúl Orlando Lungarzo | 26 de octubre | 17:00 |
| Talleres (C)       | 4 - 0 | Ferro Carril Oeste (GP)     | Mario Alberto Kempes  | 27 de octubre | 18:00 |
| Unión (MdP)        | 2 - 1 | Tiro Federal (R)            | José María Minella    | 27 de octubre | 20:00 |

| Tiro Federal (R)            | 1 - 2 | Independiente (Ch) | Fortín de Ludueña             | 4 de noviembre | 17:30 |
| Alvarado                    | 1 - 1 | Unión (MdP)        | José María Minella            | 4 de noviembre | 17:30 |
| Ferro Carril Oeste (GP)     | 0 - 2 | Libertad (S)       | El Coloso del Barrio Talleres | 4 de noviembre | 21:00 |
| Defensores de Belgrano (VR) | 0 - 2 | Talleres (C)       | Salomón Boeseldín             | 4 de noviembre | 21:00 |

| Independiente (Ch)          | 2 - 1 | Alvarado                | Raúl Orlando Lungarzo | 8 de noviembre | 17:00 |
| Talleres (C)                | 1 - 0 | Libertad (S)            | Mario Alberto Kempes  | 9 de noviembre | 17:00 |
| Unión (MdP)                 | 2 - 1 | Ferro Carril Oeste (GP) | José María Minella    | 9 de noviembre | 17:00 |
| Defensores de Belgrano (VR) | 1 - 1 | Tiro Federal (R)        | Salomón Boeseldín     | 9 de noviembre | 20:00 |

## Segunda a cuarta fase

### Tabla de ordenamiento
| Pos  | Equipo                       | Pts | PJ | PG | PE | PP | GF | GC | Dif |
| ---- | ---------------------------- | --- | -- | -- | -- | -- | -- | -- | --- |
| 1.º  | CAI                          | 28  | 14 | 8  | 4  | 2  | 25 | 14 | 11  |
| 2.º  | Unión Aconquija              | 28  | 14 | 9  | 1  | 4  | 14 | 15 | -1  |
| 3.º  | Talleres (Córdoba)           | 26  | 14 | 7  | 5  | 2  | 21 | 13 | 8   |
| 4.º  | San Lorenzo de Alem          | 24  | 14 | 6  | 6  | 2  | 17 | 10 | 7   |
| 5.º  | Sportivo Patria              | 23  | 14 | 5  | 8  | 1  | 21 | 13 | 8   |
| 6.º  | Unión (Villa Krause)         | 23  | 14 | 7  | 3  | 4  | 20 | 16 | 4   |
| 7.º  | Libertad (Sunchales)         | 23  | 14 | 6  | 5  | 3  | 22 | 16 | 6   |
| 8.º  | Mitre (Santiago del Estero)  | 23  | 14 | 6  | 5  | 3  | 16 | 10 | 6   |
| 9.º  | Deportivo Madryn             | 22  | 14 | 7  | 1  | 6  | 20 | 15 | 5   |
| 10.º | Atlético Paraná              | 19  | 14 | 4  | 7  | 3  | 12 | 12 | 0   |
| 11.º | Gimnasia y Esgrima (Mendoza) | 23  | 14 | 7  | 2  | 5  | 15 | 12 | 3   |
| 12.º | Juventud Antoniana           | 21  | 14 | 5  | 6  | 3  | 17 | 14 | 3   |
| 13.º | Deportivo Roca               | 19  | 14 | 6  | 1  | 7  | 15 | 21 | -6  |
| 14.º | Tiro Federal (Rosario)       | 18  | 14 | 3  | 9  | 2  | 18 | 15 | 3   |
| 15.º | Chaco For Ever               | 18  | 14 | 4  | 6  | 4  | 17 | 20 | -3  |
| 16.º | Juventud Unida Universitario | 23  | 14 | 7  | 2  | 5  | 16 | 11 | 5   |

|  | Clasificó como segundo en la primera fase.      |
|  | Clasificó como tercero en la primera fase.      |
|  | Clasificó como cuarto en la primera fase.       |
|  | Clasificó como mejor quinto en la primera fase. |

- Nota: En negrita los equipos que ascendieron.

### Segunda fase

#### Enfrentamientos
| Equipo 1            | Global        | Equipo 2                     |
| ------------------- | ------------- | ---------------------------- |
| CAI                 | (4) 2 - 2 (3) | Juventud Unida Universitario |
| Unión Aconquija     | 1 - 0         | Chaco For Ever               |
| Talleres (C)        | 2 - 1         | Tiro Federal (R)             |
| San Lorenzo de Alem | 3 - 0         | Deportivo Roca               |
| Sportivo Patria     | 3 - 2         | Juventud Antoniana           |
| Unión (VK)          | (3) 2 - 2 (4) | Gimnasia y Esgrima (M)       |
| Libertad (S)        | 3 - 4         | Atlético Paraná              |
| Mitre (SdE)         | 4 - 2         | Deportivo Madryn             |

|  | Clasificó a la tercera fase. |

#### Resultados
| Gimnasia y Esgrima (M) | 2 - 1 | Unión (VK)          | Víctor A. Legrotaglie | 15 de noviembre | 19:00 |
| Deportivo Madryn       | 1 - 1 | Mitre (SdE)         | Coliseo del Golfo     | 16 de noviembre | 17:00 |
| Atlético Paraná        | 3 - 0 | Libertad (S)        | Pedro Mutio           | 16 de noviembre | 17:30 |
| Juventud Antoniana     | 1 - 1 | Sportivo Patria     | Padre E. Martearena   | 16 de noviembre | 18:00 |
| Deportivo Roca         | 0 - 1 | San Lorenzo de Alem | Luis Maiolino         | 16 de noviembre | 19:00 |
| Chaco For Ever         | 0 - 1 | Unión Aconquija     | Juan Alberto García   | 16 de noviembre | 19:00 |
| Juventud U. U.         | 1 - 2 | CAI                 | Mario Sebastián Diez  | 16 de noviembre | 21:00 |
| Tiro Federal (R)       | 1 - 2 | Talleres (C)        | Fortín de Ludueña     | 17 de noviembre | 17:00 |

| CAI                 | 0 - 1 | Juventud U. U.         | Municipal de Cdro. Rivadavia | 22 de noviembre | 17:00 |
| Sportivo Patria     | 2 - 1 | Juventud Antoniana     | Antonio Romero               | 22 de noviembre | 17:00 |
| Unión Aconquija     | 0 - 0 | Chaco For Ever         | Municipal de Aconquija       | 22 de noviembre | 17:00 |
| Mitre (SdE)         | 3 - 1 | Deportivo Madryn       | José y Antonio Castiglione   | 22 de noviembre | 18:00 |
| Libertad (S)        | 3 - 1 | Atlético Paraná        | Dr. Plácido Tita             | 22 de noviembre | 19:00 |
| Unión (VK)          | 1 - 0 | Gimnasia y Esgrima (M) | San Juan del Bicentenario    | 22 de noviembre | 19:00 |
| San Lorenzo de Alem | 2 - 0 | Deportivo Roca         | Bicentenario C. de Catamarca | 22 de noviembre | 19:45 |
| Talleres (C)        | 0 - 0 | Tiro Federal (R)       | Mario Alberto Kempes         | 22 de noviembre | 21:00 |

### Tercera fase

#### Enfrentamientos
| Equipo 1            | Global        | Equipo 2               |
| ------------------- | ------------- | ---------------------- |
| CAI                 | 1 - 2         | Gimnasia y Esgrima (M) |
| Unión Aconquija     | 3 - 5         | Atlético Paraná        |
| Talleres (C)        | (4) 3 - 3 (3) | Mitre (SdE)            |
| San Lorenzo de Alem | 3 - 4         | Sportivo Patria        |

|  | Clasificó a la cuarta fase. |

#### Resultados
| Atlético Paraná        | 5 - 2 | Unión Aconquija     | Pedro Mutio                | 26 de noviembre | 17:30 |
| Sportivo Patria        | 2 - 0 | San Lorenzo de Alem | Antonio Romero             | 26 de noviembre | 20:00 |
| Gimnasia y Esgrima (M) | 2 - 0 | CAI                 | Víctor A. Legrotaglie      | 26 de noviembre | 21:30 |
| Mitre (SdE)            | 1 - 1 | Talleres (C)        | José y Antonio Castiglione | 26 de noviembre | 21:30 |

| CAI                 | 1 - 0 | Gimnasia y Esgrima (M) | Municipal de Cdro. Rivadavia | 30 de noviembre | 17:00 |
| Unión Aconquija     | 1 - 0 | Atlético Paraná        | Municipal de Aconquija       | 30 de noviembre | 17:30 |
| San Lorenzo de Alem | 3 - 2 | Sportivo Patria        | Bicentenario C. de Catamarca | 30 de noviembre | 20:00 |
| Talleres (C)        | 2 - 2 | Mitre (SdE)            | Mario Alberto Kempes         | 30 de noviembre | 21:30 |

### Cuarta fase

#### Enfrentamientos
| Equipo 1        | Global | Equipo 2               |
| --------------- | ------ | ---------------------- |
| Talleres (C)    | 1 - 3  | Gimnasia y Esgrima (M) |
| Sportivo Patria | 1 - 5  | Atlético Paraná        |

|  | Ascendió a la B Nacional. |

#### Resultados
| Atlético Paraná        | 2 - 0 | Sportivo Patria | Pedro Mutio           | 3 de diciembre | 20:30 |
| Gimnasia y Esgrima (M) | 2 - 1 | Talleres (C)    | Víctor A. Legrotaglie | 3 de diciembre | 21:30 |

| Sportivo Patria | 1 - 3 | Atlético Paraná        | Antonio Romero       | 7 de diciembre | 17:00 |
| Talleres (C)    | 0 - 1 | Gimnasia y Esgrima (M) | Mario Alberto Kempes | 7 de diciembre | 18:00 |

## Goleadores
| Pos. | Jugador              | Jugador           | Goles | Equipo                    |
| ---- | -------------------- | ----------------- | ----- | ------------------------- |
| 1°   | Bandera de Argentina | Hugo Troche       | 16    | Sportivo Patria           |
| 2°   | Bandera de Argentina | Wilson Albarracin | 10    | Unión (MdP)               |
| 2°   | Bandera de Argentina | Sergio Viturro    | 10    | Sportivo Estudiantes (SL) |
| 3°   | Bandera de Argentina | Sergio Chitero    | 8     | Atlético Paraná           |
| 3°   | Bandera de Argentina | Gonzalo Garavano  | 8     | Sarmiento (R)             |
| 3°   | Bandera de Argentina | Mauro Villegas    | 8     | CAI                       |

Fuente: www.soloascenso.com.ar